# The Loved Ones
The Loved Ones (bra Entes Queridos) é um filme australiano de 2009, dos gêneros drama e terror, escrito e dirigido por Sean Byrne e estrelado por Xavier Samuel e Robin McLeavy.

## Elenco
- Xavier Samuel - Brent Mitchell
- Robin McLeavy - Lola Stone
- John Brumpton - Daddy
- Richard Wilson - Jamie
- Victoria Thaine - Holly
- Jessica McNamee - Mia Valentine
- Andrew S. Gilbert - Paul
- Suzi Dougherty - Carla Mitchell
- Victoria Eagger - Judith
- Anne Scott-Pendlebury - Olhos Brilhantes
- Fred Whitlock - Dan
- Lucy Greco - estudante